# Wilhelm Friedrich (Brandenburg-Ansbach)

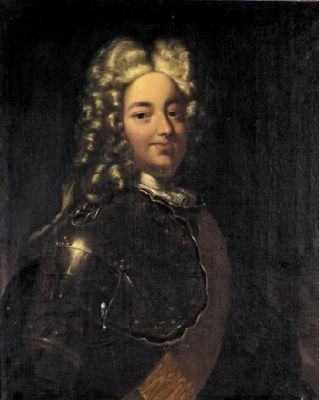
Markgraf Wilhelm Friedrich von Brandenburg-Ansbach

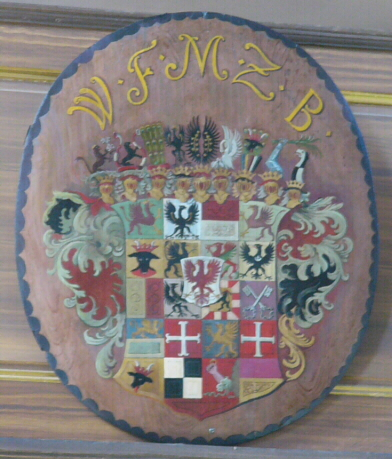
Wappen des Markgrafen in der Kirche St. Michael in Markt Berolzheim

Wilhelm Friedrich von Brandenburg-Ansbach (* 8. Januar 1686 in Ansbach; † 7. Januar 1723 in Unterreichenbach) war von 1703 bis zu seinem Tod Markgraf des fränkischen Fürstentums Ansbach.

## Leben
Wilhelm Friedrich war der vierte Sohn des Markgrafen Johann Friedrich von Brandenburg-Ansbach und entstammte der Ehe mit dessen zweiter Frau Eleonore von Sachsen-Eisenach. Seine Schwester war Wilhelmine Karoline, Königin von Großbritannien.
Er war der Nachfolger seines älteren Halbbruders Georg Friedrich von Brandenburg-Ansbach, der 1703 im Spanischen Erbfolgekrieg gefallen war und keine Nachkommen hinterlassen hatte. Da Wilhelm Friedrich zu diesem Zeitpunkt noch minderjährig war, musste zunächst erneut – wie bei seinen vier Vorgängern – eine Vormundschaftsregierung die Regentschaft übernehmen. Schon als Erbprinz war er Chef eines fränkischen Kreis-Infanterieregimentes. Als Markgraf führte Wilhelm die kaiserlichen Ansbach-Dragoner (1718–1723).
1710 gründete er die Ansbacher Fayencemanufaktur.
Im September 1712 kaufte er für den Preis von 5.000 Reichstalern das Unterreichenbacher Schloss und ließ es zum Jagdsitz umbauen. Seiner Frau schenkte er im selben Jahr zur Geburt des Thronfolgers das bereits 1630 von der markgräflichen Familie erworbene Schloss in Unterschwaningen, welches der Architekt Carl Friedrich von Zocha umbaute und erweiterte, der 1719–1730 auch die Residenz Ansbach ausbaute.
Wilhelm Friedrich veranlasste auch 1721 den Bau der Kaserne Haus-Trouppen zu Fuss in Ansbach durch Zocha, welche nach seinem Tod 1724 fertiggestellt wurde. Die Kaserne wurde von 1724 bis 1990 durchgängig genutzt. Zunächst durch die Truppen des Fürstentums Brandenburg, dann durch die Bayerische Armee und nach dem Ersten Weltkrieg durch die Wehrmacht (als Hindenburgkaserne) ging sie nach dem Zweiten Weltkrieg an die US-Army über und diente bis 1990 als Hauptquartier für die US-Heeresgarnison Ansbach. Seit 1990 ist hier die Hochschule für angewandte Wissenschaften Ansbach beheimatet.

## Nachkommen
Er heiratete am 28. August 1709 Prinzessin Christiane Charlotte von Württemberg-Winnental (1694–1729), die Tochter von Friedrich Karl.
- Karl Wilhelm Friedrich (1712–1757), Markgraf von Brandenburg-Ansbach
- Eleonore (1713–1714)
- Friedrich Karl (1715–1716)

Er hatte zwei außereheliche Söhne mit Karoline von Reystendorf:
- Friedrich Wilhelm von Reystendorf (1718–1742);
- Friedrich Karl von Reystendorf (1718–1779).